# Bahnhof Bonn-Duisdorf
Der Bahnhof Bonn-Duisdorf liegt an der Voreifelbahn Bonn–Euskirchen im Bonner Ortsteil Duisdorf. Seit 2003 ist er betrieblich kein Bahnhof mehr und dient lediglich als Haltepunkt für den Personenverkehr. Der Haltepunkt wird von der DB InfraGO betrieben.

## Geschichte
Zusammen mit der Eröffnung der Strecke wurde am 7. Juni 1880 im damals noch eigenständigen Duisdorf ein Bahnhof eingerichtet. Das vom Architekten Johannes ‚Jodocus‘ Richter entworfene Empfangsgebäude des Bahnhofs wurde in den Jahren 1878 und 1879 erbaut. Es war baugleich mit denen in Odendorf und Kuchenheim.
Von 1921 bis 1922 wurde der Bahnhof analog zur Strecke zweigleisig ausgebaut, jedoch bereits 1959 die Strecke zwischen Duisdorf und Kottenforst wieder auf ein Gleis zurückgebaut. Bis 1965 befuhr die Strecke ein durchgehender Eilzug von Aachen über Euskirchen nach Bonn.
1971 wurde die Station nach der Eingemeindung Duisdorfs in „Bonn-Duisdorf“ umbenannt.
1978 wurde das Empfangsgebäude komplett abgerissen. Nachdem in den Vorjahren die Gleisanlagen bereits deutlich verkleinert worden waren, erfolgte in den Jahren 2002/2003 ein größerer Umbau: Der Haltepunkt Bonn-Duisdorf wurde zweigleisig mit Seitenbahnsteigen ausgebaut. Mit dem Abschluss der Arbeiten wurde die Station vom Bahnhof zum Haltepunkt mit Überleitstelle herabgestuft.
Die Überleitstelle zum eingleisigen Abschnitt Richtung Witterschlick, die sich direkt westlich des Haltepunkts befand, wurde im Dezember 2014 im Rahmen des zweigleisigen Ausbaus der Strecke beseitigt. Durch die umliegenden Fabriken, von denen nur noch die Firmen Weck und Kautex existieren, gab es früher auch beträchtlichen Schienengüterverkehr. Diese Anlagen und Gleise für den Güterumschlag sind nicht mehr vorhanden.

## Personenverkehr
Auf der Voreifelbahn verkehrt im Schienenpersonennahverkehr die S-Bahn-Linie S 23. Es gilt der Tarif des Verkehrsverbundes Rhein-Sieg (VRS) und tarifraumüberschreitend der NRW-Tarif.
| Linie | Verlauf | Takt                                      |
| ----- | --- | ----------------------------------------- |
| S 23  | Bonn Hbf – Bonn-Endenich Nord – Bonn Helmholtzstraße – Bonn-Duisdorf – Alfter-Impekoven – Alfter-Witterschlick – (Meckenheim Kottenforst –)* Meckenheim Industriepark – Meckenheim (Bz Köln) – Rheinbach Römerkanal – Rheinbach – Swisttal-Odendorf – Euskirchen-Kuchenheim – Euskirchen ab Euskirchen stündlich Anschluss auf SEV der RB 23 bis Bad Münstereifel; * Züge halten in Kottenforst nur stündlich und nur am Wochenende sowie an Feiertagen bei Bedarf Stand: Fahrplanwechsel Dezember 2023 | 15 min (Bonn–Rheinbach in der HVZ) 30 min |

Folgende Buslinien verkehren von oder über die Bushaltestelle „Duisdorf Bf.“ auf dem Vorplatz:
| Linie | Linienverlauf |
| ----- | --- |
| 605   | Auerberg – Nordstadt – Bonn Hbf. – Endenich – Lengsdorf – Rathaus Hardtberg – Duisdorf Bf.                                              |
| 606   | Ramersdorf – Limperich – Beuel Krankenhaus – Bonn Hbf. – Endenich – Duisdorf Bf. – Hardtberg-Klinikum                                   |
| 607   | Ramersdorf – Limperich – Beuel Bf. – Bonn Hbf. – Endenich – Duisdorf Bf. – Hardtberg-Klinikum                                           |
| 610   | Mehlem – Bad Godesberg Mitte – Rheinaue – Bonn UN Campus – Bonn Hbf – Dransdorf – Lessenich/Messdorf – Duisdorf Bf.                     |
| 630   | Tannenbusch – Dransdorf – Lessenich/Meßdorf – Duisdorf Bf. – Medinghoven – Brüser Berg – Ückesdorf – Ippendorf – Venusberg, Uniklinikum |
| 800   | Bonn Hbf. – Duisdorf Mitte – Duisdorf Bf. – Witterschlick – Rheinbach                                                                   |
| 842   | Sechtem Bf. – Bornheim – Roisdorf – Alfter – Gielsdorf – Duisdorf Bf.                                                                   |
| 843   | Meckenheim Industriepark – Röttgen – Brüser Berg – Rathaus Hardtberg – Duisdorf Bf. – Impekoven – Alfter Herrenwingert                  |
| 845   | Bonn Hbf. – Duisdorf Mitte – Duisdorf Bf. – Buschhoven – Morenhoven – Heimerzheim                                                       |
| 884   | Lessenich Sportplatz – Duisdorf Bf. – Oedekoven – Gielsdorf Wasserturm                                                                  |
| N2    | Bonn Hbf. – Endenich – Duisdorf Mitte – Duisdorf Bf. – Medinghoven – Brüser Berg – Lengsdorf – Bonn Hbf.                                |
| N9    | Bonn Hbf. – Dransdorf – Lessenich/Messdorf – Duisdorf Bf. – Impekoven – Alfter – Dransdorf – Bonn Hbf.                                  |

## Ausstattung
Der Haltepunkt verfügt über zwei Entwerter, einen Fahrscheinautomaten der DB und zwei Dynamische Schriftanzeiger zur Fahrgastinformation. Die beiden Seitenbahnsteige sind 165 Meter lang und ihre Höhe beträgt 76 Zentimeter.
Auf dem Vorplatz befinden sich Stellplätze für Pkw (P&R-Plätze) und Fahrräder, ebenso ein Taxistand. Ein öffentliches WC und ein Kiosk befinden sich ebenfalls auf dem Vorplatz. Weitere Serviceeinrichtungen existieren nicht.

## Stellwerke

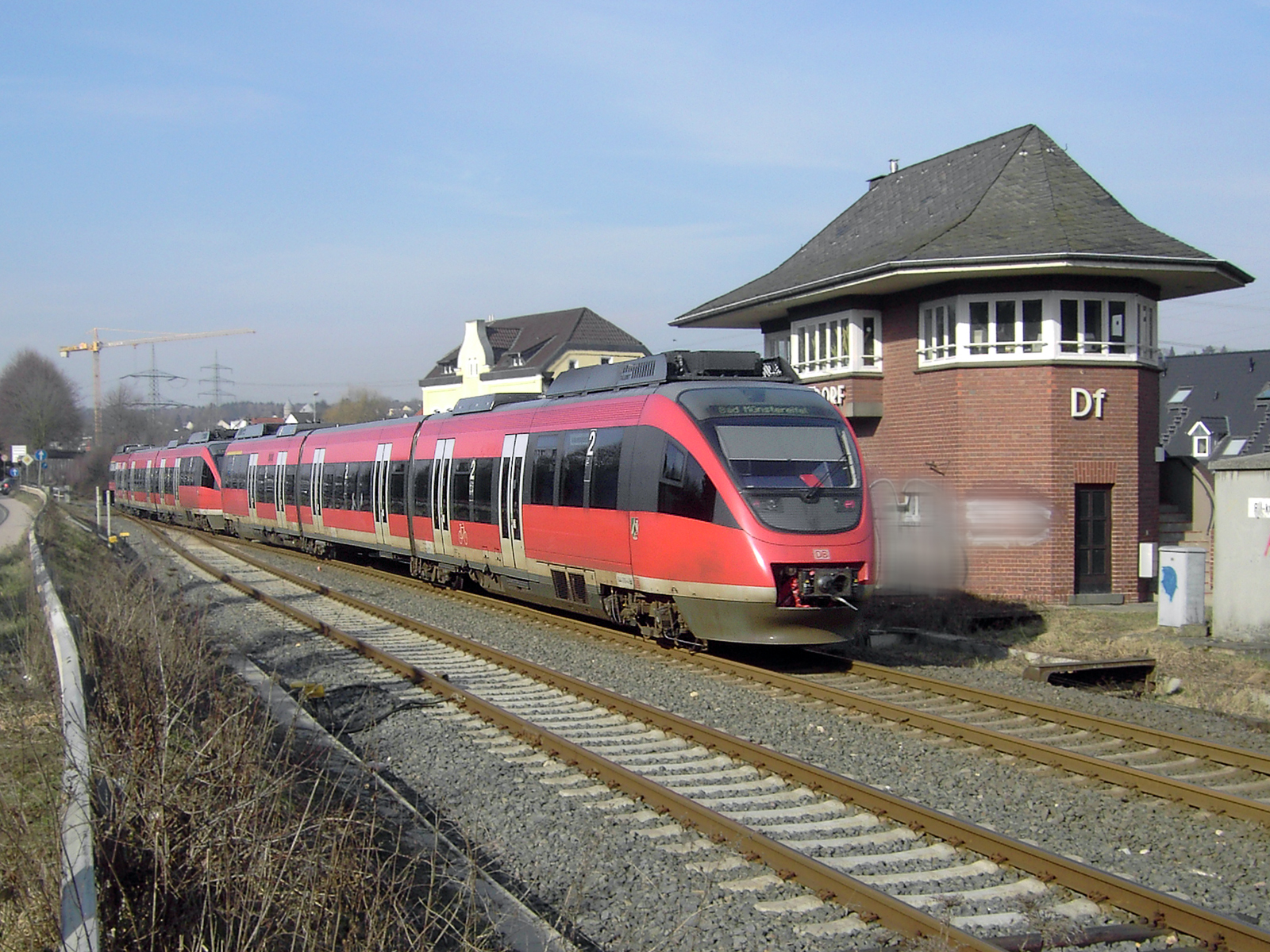
Stellwerk „Df“ der ehemaligen Überleitstelle Bonn-Duisdorf, seit 2010 unter Denkmalschutz

In Duisdorf gab es ehemals zwei Stellwerke. Während das 1940 errichtete Wärterstellwerk „Do“ nach Fertigstellung der Umbaumaßnahmen im Jahr 2003 abgerissen wurde, existiert das Gebäude des 1953 gebauten ehemaligen Fahrdienstleiterstellwerks „Df“ westlich des Bahnhofes noch. Von dort aus wurden die Signale und die Weiche der Überleitstelle sowie einige Bahnübergänge bedient. Es handelt sich um ein mechanisches Stellwerk der Einheitsbauart. Im September 2011 wurden die Aufgaben des mechanischen Stellwerks vom elektronischen Stellwerk Euskirchen übernommen. Da das Stellwerk „Df“ hinsichtlich Technik und Baustil ein typischer Vertreter seiner Zeit ist, wurde es im Jahr 2010 von der unteren Denkmalbehörde der Stadt Bonn als Baudenkmal unter Denkmalschutz gestellt. Dagegen reichte die DB als Eigentümer Klage ein, verlor den Rechtsstreit aber.